# Сон Сі Бек
Сон Сі Бек (хангиль: 성시백, ханча: 成始柏, 18 лютого 1987) — корейський ковзаняр, спеціаліст із шорт-треку, призер Олімпійських ігор, чемпіон світу.
Сон Сі Бек почав займатися ковзанярським спортом ще в початковій школі. Йому довелося зробити складний вибір між навчанням і спортом, і він все ж вибрав кар'єру професійного ковзаняра. На його рахунку понад 20 перемог на етапах Кубка світу.
В активі Сон Сі Бека сім нагород зимових Універсіад, у 2007 році він отримав 5 із них.
На Олімпіаді у Ванкувері у фіналі бігу на 1500 м, на фінішну пряму першими вийшли три корейські спортсмени, але зіткнення з партнером Лі Хо Суком призвело до втрати потенційної олімпійської нагороди. Сун, проте, отримав срібло на дистанції 500 м після дискваліфікації Аполо Ентона Оно. Другу срібну медаль він виборов разом із партнерами в естафетній гонці. Перемоги на чемпіонатах світу теж прийшли в командних змаганнях.